# Palomonte

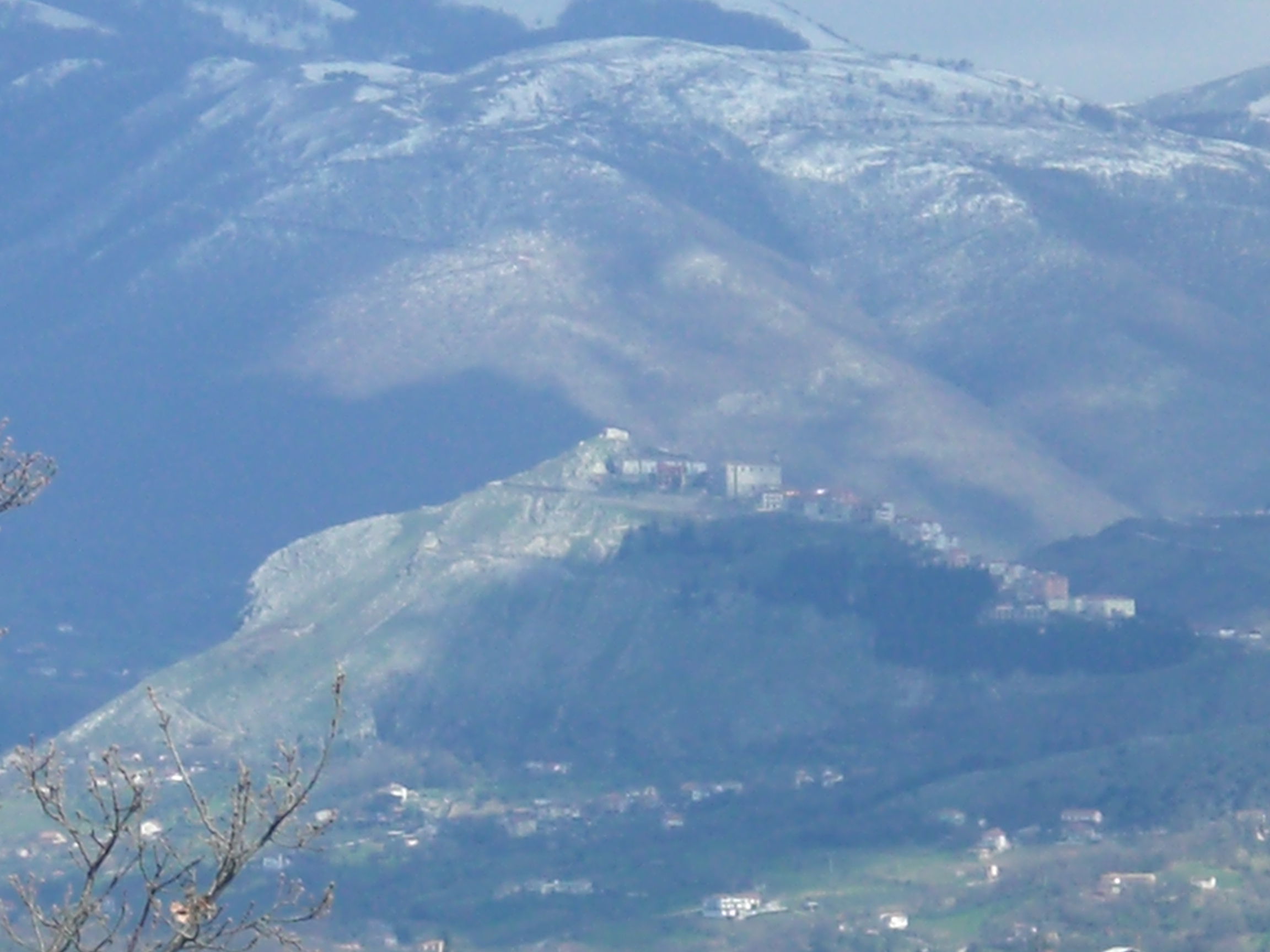
Blick auf Palomonte

Palomonte ist eine italienische Gemeinde mit 3721 Einwohnern (Stand 31. Dezember 2023) in der Provinz Salerno in der Region Kampanien. Sie ist Bestandteil der Comunità Montana Tanagro - Alto e Medio Sele.

## Geografie
Die Nachbargemeinden sind  Buccino, Colliano, Contursi Terme und  Sicignano degli Alburni. Die Ortsteile sind  Bivio, Perrazze und  Valle.